# Liberté financière
Vous pouvez aider à l'améliorer ou bien discuter des problèmes sur sa page de discussion.
- Il peut contenir un travail inédit ou des déclarations non vérifiées. Vous pouvez l’améliorer en ajoutant des références. (Marqué depuis mai 2023)

Vous pouvez aider à l'améliorer ou bien discuter des problèmes sur sa page de discussion.
- Il ne s’appuie pas, ou pas assez, sur des sources secondaires ou tertiaires. (Marqué depuis janvier 2018)
- Son texte doit être wikifié : il ne correspond pas à la mise en forme Wikipédia (style, typographie, liens internes, liens entre les wikis, etc.). (Marqué depuis mai 2023)
- La pertinence de son contenu est remise en cause. Considérez-le avec précaution. (Marqué depuis mai 2020)

- Archive Wikiwix
- Bing
- Cairn
- DuckDuckGo
- E. Universalis
- Gallica
- Google
- G. Books
- G. News
- G. Scholar
- Persée
- Qwant
- (zh) Baidu
- (ru) Yandex
- (wd) trouver des œuvres sur Wikidata

La notion de liberté financière (ou indépendance financière) est une notion plutôt récente[Quand ?] qui est apparue en réaction à un phénomène de la société moderne, la rat race ou métro-boulot-dodo. 
Le phénomène s'est accentué au début du XXIe siècle à la suite des nombreux blogues consacrés à la liberté financière et à la suite de la crise de 2008. Les phénomènes du manque d'emplois, la multiplication des contrats précaires et une baisse probable de la retraite à la suite du déficit de la sécurité sociale ont fait prendre conscience que le salariat est un statut précaire (pas de pouvoir de décision sur le maintien de son emploi, obéissance via un contrat de travail) augmentant le nombre d'adeptes de la liberté financière auprès des moins de 35 ans. Bien qu’il en existe plusieurs approches, on[Qui ?] peut y voir dans tous les cas le fait pour un individu d’avoir une relation au travail perçue comme libre et d’avoir placé l’argent au service de sa vie plutôt que l’inverse. Cette notion a tendance à se faire connaître avec l’expansion actuelle du développement personnel. Elle est à rapprocher de la notion de nouveaux-bienheureux développée par Timothy Ferriss.

## Deux approches de la liberté financière

### Approche globale de la liberté financière
Une définition de la liberté financière dans une approche généraliste : « Capacité pour un individu de ne plus être dépendant d’un emploi pour vivre, de faire ce qui l’intéresse réellement dans la vie et d’être lui-même. Cette liberté s’exprime tant au niveau de la relation à la consommation, au travail, au temps, qu’au niveau du détachement à l’argent lui-même ».

### Approches financières
D'autres, comme Robert Kiyosaki, considèrent la liberté financière dans une approche plus financière. Il s’agit pour un individu de se constituer des revenus passifs (revenus de ses investissements) supérieurs à ses dépenses courantes. Notons que les revenus passifs sont rarement vraiment passifs, certains auteurs privilégient le terme de revenus décorrélés du temps de travail pour souligner que ces revenus demandent certes du travail mais pas comme un salaire (dépendant du prix de l'heure multiplié par le nombre d'heures travaillées pour les non-cadres). 
Il y aurait alors plusieurs stades progressifs : 
- Obtenir au moins autant de revenus que de charges.
- Obtenir plus de revenus que de charges (soit en augmentant ses revenus soit en baissant ses charges).
- Créer un surplus qui servira en tant que fonds de secours.
- Investir tout ce qui est au-delà du fonds de secours en s'aidant notamment du principe des intérêts composés.
- Lorsque les revenus des investissements (investissements financiers ou par la création d'entreprise) sont supérieurs à ses charges on parle alors de liberté financière notamment vis-à-vis de son travail.

Certains parlent même de liberté financière totale ou absolue pour accentuer l’idée de liberté. À ce stade de liberté la personne à la possibilité de choisir de travailler quand elle le souhaite, où elle le souhaite et si elle le souhaite sans pour autant avoir besoin de le faire pour obtenir des revenus permettant de vivre.
« La liberté financière consiste à faire travailler votre argent pour vous et non travailler pour de l'argent » - Robert Kiyosaki. Cette citation illustre donc la différence entre un salarié qui a un revenu linéaire en fonction du temps de travail et les investissements qui ont un revenu non linéaire en fonction du temps de travail.

## Différents leviers pour atteindre la liberté financière

### Liberté financière et Mind-Set
Pour atteindre la liberté financière, les experts du domaine préconisent de se former (éducation financière, gestion des finances personnelles, formation aux stratégies boursières, à l’investissement immobilier ou l’entrepreneuriat et de reconsidérer sa manière de penser et d’agir (épargner plus, réduire ses besoins et donc sa consommation, générer des revenus passifs, …).

### Liberté financière et MLM
Le multi-level marketing, également appelé marketing relationnel, fait souvent référence à cette notion de liberté financière dans le recrutement et la motivation de ses membres. Le principe est de se constituer son propre réseau de distributeurs indépendants pour générer des revenus passifs. Le MLM est en ce sens à rapprocher de l’entrepreneuriat.

### Liberté financière et entrepreneuriat
Créer son entreprise permet d’avoir des revenus qui ne dépendent pas d’une personne tierce (employeur). Lorsqu’une entreprise est capable de fonctionner sans une action directe de son entrepreneur, elle devient pour ce dernier une source de revenus passifs.

### Liberté financière et entrepreneuriat en ligne
La création d’un site internet ou blog ayant pour but de vendre des produits d’informations, du placement publicitaire, de la publicité, des fiches de prospects qualifiés, permet de générer des revenus 24h/24 et 7j/7 via une automatisation des process. En ce sens elle génère des revenus passifs.

### Liberté financière et bourse
La bourse et les placements financiers sont des moyens de générer des revenus passifs et donc de contribuer à atteindre la liberté financière.

### Liberté financière et investissement immobilier locatif
L’investissement immobilier locatif génère par définition des revenus passifs : les loyers qui tombent tous les mois. Il est considéré par certains d’experts comme le levier le plus puissant.

## Communautés autour de l'indépendance financière
Le mouvement FIRE (Financial Independence, Retire Early), d'origine américaine, fédère des adeptes d'un mode de vie consistant à vivre frugalement durant plusieurs années afin d'épargner une large partie de ses revenus (typiquement plus de 50%) afin de pouvoir partir en retraite plus tôt (dans la quarantaine, voire la trentaine) et vivre pour le restant de ses jours des rentes de ses capitaux et placements.